# جون ألروي
جون ألروي (بالإنجليزية: John Alroy)‏ هو إحاثي وعالم آثار أمريكي ولد في نيويورك عام 1966 ويقيم الآن في سيدني في أستراليا.